# Pagondas z Teb

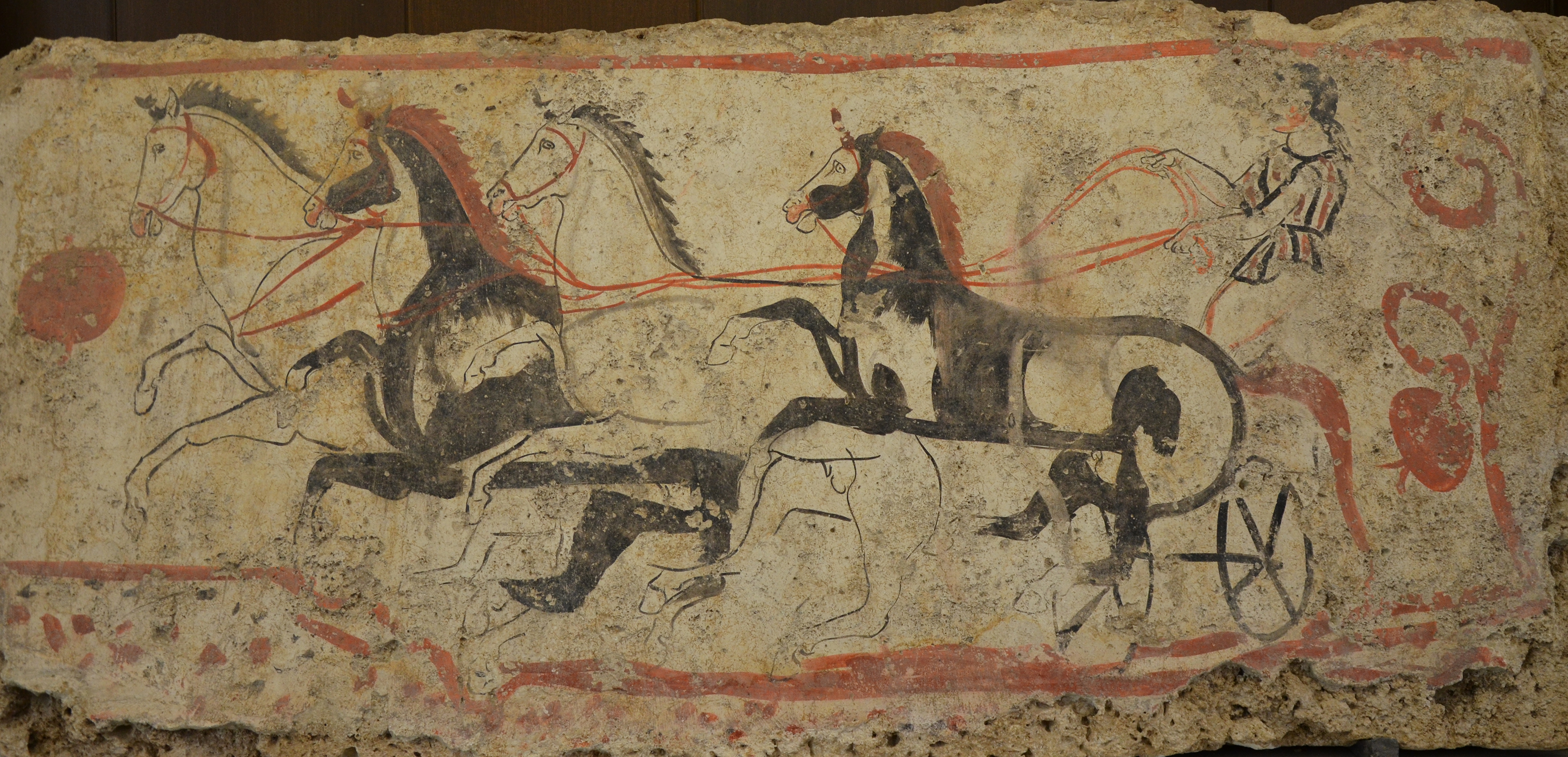
Antyczne wyobrażenie czterokonnego rydwanu

Pagondas (gr. Παγώνδας) – starożytny grecki sportowiec pochodzący z Teb, olimpijczyk.
Pierwszy w historii zwycięzca w wyścigu rydwanów zaprzężonych w cztery dorosłe konie po wprowadzeniu tej dyscypliny do programu starożytnych igrzysk olimpijskich, co miało miejsce w 680 roku p.n.e.